# Tumba del cardenal Rainaldo Brancacci

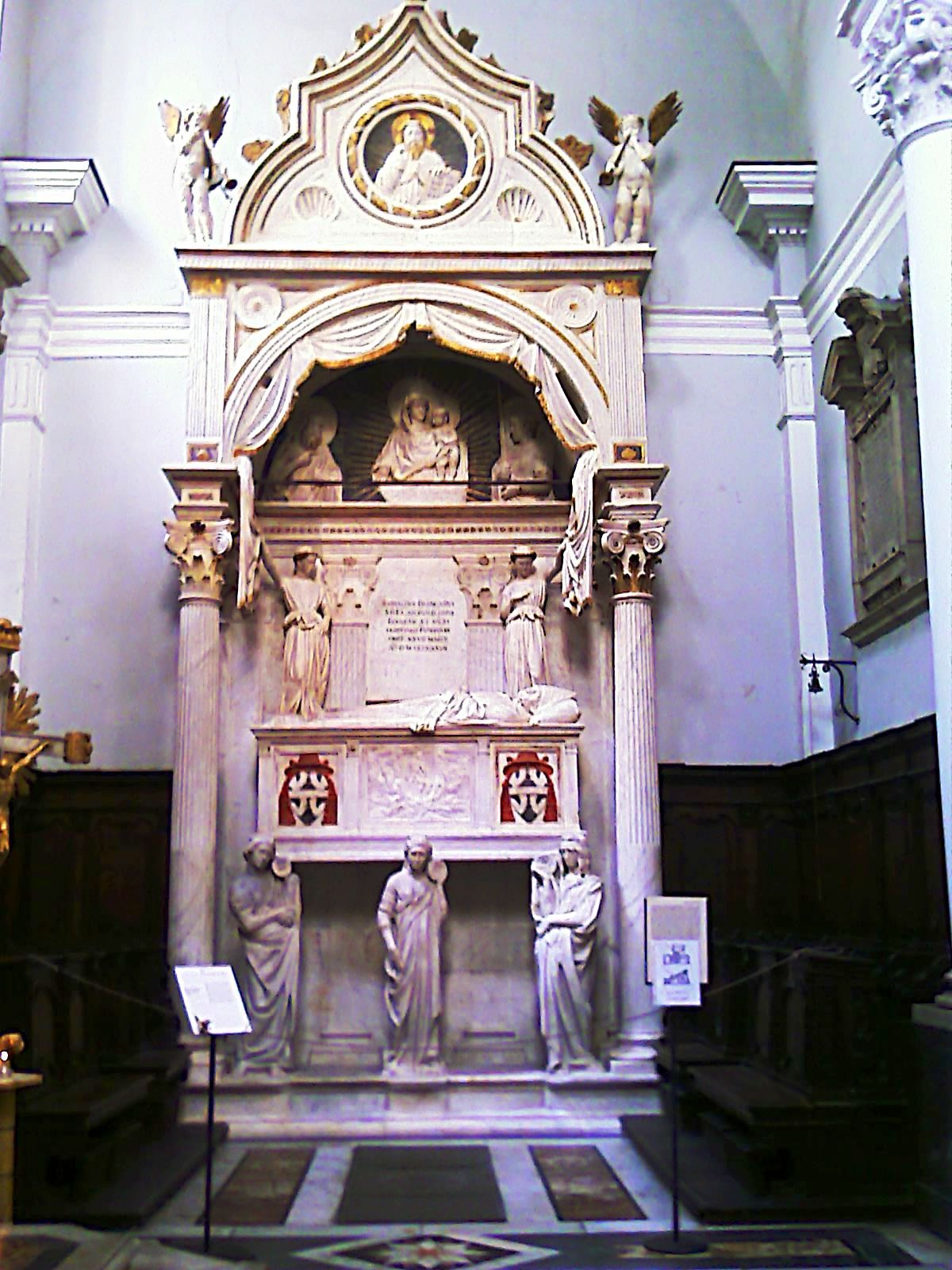
Tumba del cardenal Rainaldo Brancacci, en Nápoles.

La tumba del cardenal Rainaldo Brancacci (o Brancaccio) es una obra de Donatello y Michelozzo fechada entre 1426-1428 y se conserva en la iglesia de Sant'Angelo a Nilo, en Nápoles. Esta es una de las más importantes obras de arte renacentista en Nápoles. Es de mármol, parcialmente dorada y policromada, con una altura de 11,60 metros, y una profundidad de 4,60 metros.

## Historia
Es uno de los trabajos realizados por la asociación de los artistas florentinos Michelozzo y Donatello, cuyo taller fue activo desde 1425 hasta finales de los años treinta. La obra fue encargada en vida del cardenal Brancacci. Existe una carta del 5 de junio de 1427 anunciando que el grupo escultórico se encontraba en una cuarta parte de ejecución. Desde el año 1426 los dos artistas habían alquilado especialmente un taller en Pisa, desde donde fue fácil enviar las piezas del monumento por el mar. Al estar la ciudad de Pisa cercana a las canteras de mármol de Carrara, permitió un considerable ahorro en los costes de transporte. La obra terminada fue entregada en su destino en 1428. 
El monumento fue colocado inicialmente a lo largo de una pared de la iglesia y ahora es visible a la derecha del altar principal. 

## Descripción
Para albergar la tumba se compuso una especie de palco escénico. Por encima de un zócalo se sostienen dos columnas que sobre sus capiteles se forma un arco decorado en el trasdós por dos tondos o medallones y unas dobles pilastras acanaladas. En lo alto se encuentra la cúspide de estilo gotizante, en el centro hay un medallón con la figura del Redentor y querubines en ambos lados en acción de tocar unas trompetas con clara alusión al despertar de los muertos. 
La tumba en sí se encuentra en la parte baja de esta construcción arquitectónica, y está apoyada sobre tres cariátides. En el frente del sarcófago se encuentran dos escudos de armas, al lado del relieve en stiacciato de la Asunción de la Virgen, sin duda obra de Donatello. Sobre este sarcófago la imagen yacente del fallecido, que aparece como dormido, y dos ángeles en pie recogiendo las cortinas que cuelgan del arco, acercándolas a los capiteles de las columnas. En el fondo de este piso se encuentra un bajo relieve de la Virgen con Niño entre dos santos.

## Estilo
La obra marcó una evolución en el modelo de una tumba con dosel de desarrollo vertical, como se había realizado en la tumba del antipapa Juan XXIII en el Baptisterio de San Juan (Florencia), diseñado por los mismos autores en 1422-1428. El baldaquino tenía una larga tradición en el gótico y estaba muy arraigado en el arte napolitano. 
Al igual que con el monumento de Florencia, también en este caso es difícil establecer una frontera entre las contribuciones de Donatello y Michelozzo. Algunos reconocen la mano de Donatello en las cariátides, y sin duda en el relieve de la Asunción. Probablemente también el retrato de Brancacci.